# 阿特斯
阿特斯阳光电力集团（英語：Canadian Solar Inc.）是一家太阳能光伏板制造商，并经营大型太阳能项目。

## 历史
阿特斯于2001年，由瞿晓铧（英語：博士在加拿大创立，在6大洲的24个国家和地区设有子公司。公司制造太阳能光伏模块，参与太阳能安装，并运行许多公用事业规模的电力项目。2015年，阿特斯以2.65亿美元收购了Recurrent Energy。